# Bristol (Tennessee)
Bristol is een stad (city) in de Amerikaanse staat Tennessee, en valt bestuurlijk gezien onder Sullivan County.
Bristol wordt doormidden gesneden door de staatsgrens tussen Tennessee en Virginia, waardoor de stad in essentie een dubbelstad vormt met haar naamgenoot aan de kant van Virginia. Beide Bristols tellen opgeteld ruim 44.000 inwoners (2020), al zijn het officieel dus aparte steden met elk een stadsbestuur.

## Demografie
Bij de volkstelling in 2000 werd het aantal inwoners vastgesteld op 24.821.
In 2006 is het aantal inwoners door het United States Census Bureau geschat op 25.351, een stijging van 530 (2,1%).
In 2020 waren er 27.147 inwoners.

## Geografie
Volgens het United States Census Bureau beslaat de plaats een oppervlakte van
76,3 km², waarvan 76,0 km² land en 0,3 km² water. Bristol ligt op ongeveer 525 m boven zeeniveau.

## Geboren
- Clarence Tom Ashley (1895-1967), folkmusicus
- Tennessee Ernie Ford (1919-1991), gospel/country

## Plaatsen in de nabije omgeving
De onderstaande figuur toont nabijgelegen plaatsen in een straal van 24 km rond Bristol.